# Schloss Ringelsdorf

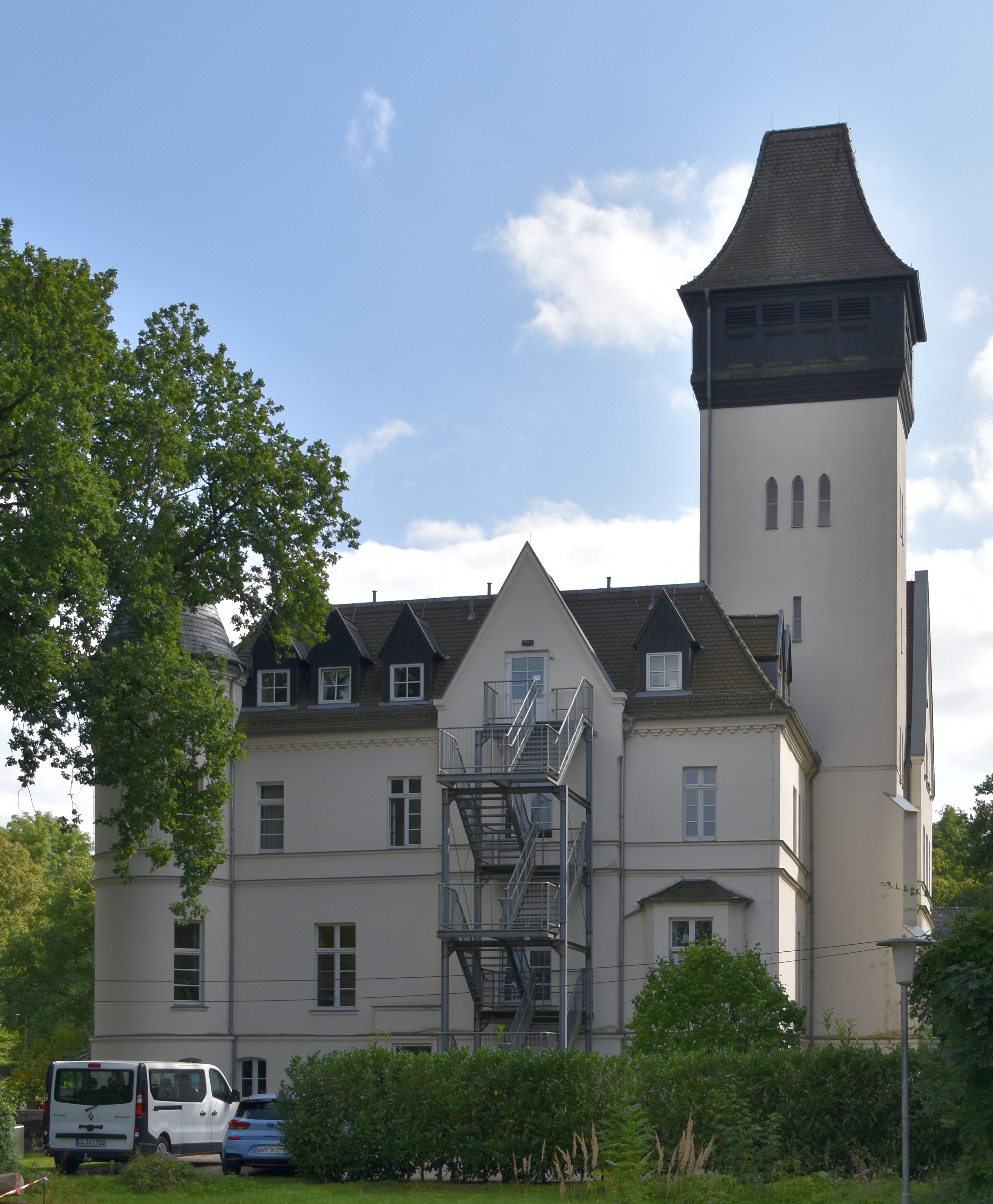
Schloss Ringelsdorf (Nordseite)

Das Schloss Ringelsdorf ist das Herrenhaus eines ehemaligen Gutes im Ortsteil Ringelsdorf der Ortschaft Tucheim der Stadt Genthin im Landkreis Jerichower Land in Sachsen-Anhalt. Im örtlichen Denkmalverzeichnis ist das Schloss unter der Erfassungsnummer 094 75979 als Baudenkmal verzeichnet.

## Geschichte und Gestaltung
Ringelsdorf war ursprünglich ein Vorwerk des Gutes Dretzel, dessen Eigentümer Ludwig Hermann von Stilke (1764–1835)  es seiner Tochter Adelgunde (1798–1869) und ihrem Ehemann Heinrich von Ostau (1790–1872) vererbte. Nachfolger seit 1873 wurde Heinrich Wilhelm von Ostau, verheiratet mit Paula von Knobloch. Ihr Sohn Heinrich Paul Albrecht von Ostau (1873–1924) verkaufte Ringelsdorf laut dem Genealogischen Handbuch des Adels nach 1912. Sein Sohn aus erster Ehe Joachim-Heinrich von Ostau (1902–1964) erwarb wesentlich später ein Gut in Pommern. Die Schriftstellerin Ruth von Ostau ist seine ältere Schwester.
Das Herrenhaus wurde 1870 im historistischen Baustil errichtet, es hat einen asymmetrischen Grundriss, auf einem hohen Kellergeschoss erhebt sich ein zweigeschossiger Putzbau mit einem vielgliedrigen Steildach. An der Westseite erhebt sich ein quadratischer Turm, im Nordosten wurde ein runder Eckturm angebaut. Das Schloss wurde um einen eingeschossigen Anbau mit Seitenrisalit und Freitreppe erweitert, die heute als Eingangsbereich dienen. Eine Restaurierung des Gebäudes erfolgte in den Jahren 1999 und 2000.
1912–1915 entstand südlich des Herrenhauses ein zweites Wohngebäude nach Entwurf des Berliner Architekten Alfred Grenander, das der Reformarchitektur zuzuordnen ist. Bauherr war der Sohn des Buchhändlers Georg Stilke, der Verlagsbuchhändler und Buchhandels-Unternehmer Hermann Stilke (1870–1928). Zum Rittergut gehörten 1922 konkret 1282 ha.  Bis 1945 bewohnten es dessen Sohn Georg Stilke (1904–1974) und seine Ehefrau Karin Stilke geb. Lahl (1914–2013).
Nach 1945 diente die Anlage als Seniorenheim der Volkssolidarität. Heute werden die Gebäude als sozialtherapeutisches Zentrum „Schloss Ringelsdorf“ genutzt.